# Loma de Buenavista, Hidalgo
Loma de Buenavista är en ort i Mexiko.   Den ligger i kommunen Huehuetla och delstaten Hidalgo, i den sydöstra delen av landet, 160 km nordost om huvudstaden Mexico City. Loma de Buenavista ligger 1 298 meter över havet och antalet invånare är 123.
Terrängen runt Loma de Buenavista är kuperad åt nordost, men åt sydväst är den bergig. Loma de Buenavista ligger uppe på en höjd. Runt Loma de Buenavista är det ganska tätbefolkat, med 104 invånare per kvadratkilometer. Närmaste större samhälle är Huehuetla, 3,5 km söder om Loma de Buenavista. I omgivningarna runt Loma de Buenavista växer i huvudsak städsegrön lövskog.